# Takeshi Kitano
Takeshi Kitano (北野武, Kitano Takeshi, Tóquio, 18 de janeiro de 1947) é um renomado diretor japonês que começou a carreira como ator e comediante sob o apelido Beat Takeshi. Fora do Japão, mantém diversos programas humorísticos na TV. Seus trabalhos mais conhecidos são dos gêneros Gangster e Policial, como diretor e ator

## Filmografia - Diretor
| Ano  | Título original                  | Título em português                              | Papel             | Notas             |
| 1989 | Sono otoko, kyobo ni tsuki       |                                                  | Azuma             | Atuação e Direção |
| 1990 | 3-4x jugatsu                     |                                                  | Uehara            | Atuação e Direção |
| 1991 | Ano natsu, ichiban shizukana umi | O Mar Mais Silencioso Daquele Verão              | -                 | Direção           |
| 1993 | Sonatine                         | Adrenalina Máxima                                | Aniki Murakawa    | Atuação e Direção |
| 1995 | Minna-yatteruka!                 |                                                  | Cientista         | Atuação e Direção |
| 1996 | Kids Return                      | De volta às aulas                                | -                 | Direção           |
| 1997 | Hana-bi                          | Fogos de Artifício                               | Yoshitaka Nishi   | Atuação e Direção |
| 1999 | Kikujiro no natsu                | Verão Feliz                                      | Kikujiro          | Atuação e Direção |
| 2000 | Brother                          | Brother - A Máfia Japonesa Yakuza em Los Angeles | Aniki Yamamoto    | Atuação e Direção |
| 2002 | Dolls                            |                                                  | -                 | Direção           |
| 2003 | Zatoichi                         |                                                  | Zatoichi          | Atuação e Direção |
| 2005 | Takeshis'                        |                                                  | Ele mesmo         | Atuação e Direção |
| 2007 | Kantoku · Banzai!                | Glória ao Cineasta                               |                   | Atuação e Direção |
| 2008 | Akiresu to kame                  | Aquiles e a Tartaruga                            | Machisu Kuramochi | Atuação e Direção |
| 2010 | Autoreiji                        |                                                  | Ôtomo             | Atuação e Direção |

## Filmografia - Ator
| Ano  | Título original              | Título em português                                                   | Papel                       | Notas             |
| 1980 | Makoto-chan                  |                                                                       |                             |                   |
| 1981 | Danpu wataridori             |                                                                       | Policial                    |                   |
| 1981 | Manon                        |                                                                       | Shinobu                     |                   |
| 1981 | Sukkari... sono ki de!       |                                                                       |                             |                   |
| 1983 | Merry Christmas Mr. Lawrence | Furyo, Em Nome da Honra (Br) / Feliz Natal, Mr. Lawrence (Pt)         | Sgt. Gengo Hara             |                   |
| 1983 | Jukkai no mosquito           |                                                                       | Homem na Corrida de Cavalos |                   |
| 1985 | Kanashii kibun de joke       |                                                                       | Hiroshi Igarashi            |                   |
| 1985 | Yasha                        |                                                                       | Yajima                      |                   |
| 1986 | Komikku zasshi nanka iranai  |                                                                       | Policial                    |                   |
| 1989 | Anego                        |                                                                       | Shoji Sugimoto              |                   |
| 1989 | Sono otoko, kyobo ni tsuki   |                                                                       | Azuma                       | Atuação e Direção |
| 1990 | Hoshi wo tsugu mono          |                                                                       | Yama no ojichan             |                   |
| 1990 | 3-4x jugatsu                 |                                                                       | Uehara                      | Atuação e Direção |
| 1992 | Sakana kara daiokishin!!     |                                                                       | Azuma                       |                   |
| 1992 | Erotikkuna kankei            |                                                                       | Okuyama                     |                   |
| 1993 | Sonatine                     | Adrenalina Máxima (Br)                                                | Aniki Murakawa              | Atuação e Direção |
| 1993 | Kyoso Tanjo                  |                                                                       | Daisuke Shiba               |                   |
| 1995 | Minna-yatteruka!             |                                                                       | Cientista                   | Atuação e Direção |
| 1995 | Johnny Mnemonic              | Johnny Mnemonic - O Cyborg do Futuro (Br) / O Fugitivo do Futuro (Pt) | Takahashi                   |                   |
| 1995 | Gonin                        |                                                                       | Ichiro Kyoya                |                   |
| 1997 | Hana-bi                      | Fogos de Artifício (Br)                                               | Yoshitaka Nishi             | Atuação e Direção |
| 1998 | Tokyo eyes                   |                                                                       | Yakusa                      |                   |
| 1999 | Kikujiro no natsu            | Verão Feliz (Br) / O Verão de Kikujiro (Pt)                           | Kikujiro                    | Atuação e Direção |
| 1999 | Gohatto                      | Tabu (Br/Pt)                                                          | Capitão Toshizo Hijikata    |                   |
| 2000 | Brother                      | Brother - A Máfia Japonesa Yakuza em Los Angeles (Br) / Irmão (Pt)    | Aniki Yamamoto              | Atuação e Direção |
| 2000 | Battle Royale                |                                                                       | Professor Kitano            |                   |
| 2003 | Battle Royale II: Requiem    |                                                                       | Professor Kitano            |                   |
| 2003 | Zatoichi                     |                                                                       | Zatoichi                    | Atuação e Direção |
| 2004 | Izo                          |                                                                       |                             |                   |
| 2004 | Chi to Hone                  | Consumido Pelo Ódio (Br)                                              | Joon-pyong Kim              |                   |
| 2005 | Takeshis'                    |                                                                       | Ele mesmo                   | Atuação e Direção |
| 2007 | Kantoku · Banzai!            | Glória ao Cineasta (Br)                                               |                             | Atuação e Direção |
| 2008 | Akiresu to kame              | Aquiles e a Tartaruga (Br)                                            | Machisu Kuramochi           | Atuação e Direção |
| 2010 | Autoreiji                    |                                                                       | Ôtomo                       | Atuação e Direção |
| 2017 | Ghost in the Shell           | A Vigilante do Amanhã                                                 | Aramaki                     | Atuação           |

## Prémios e nomeações
- Recebeu uma nomeação ao César de Melhor Filme Estrangeiro, por "Hana-bi - Fogos de Artifícios" (1997).
- Recebeu uma nomeação ao Independent Spirit Awards de Melhor Filme Estrangeiro, por "Hana-bi - Fogos de Artifícios" (1997).
- Recebeu uma nomeação ao Grande Prémio Cinema Brasil de Melhor Filme Estrangeiro, por "Hana-bi - Fogos de Artifícios" (1997).
- Recebeu duas nomeações ao European Film Awards de Melhor Filme Estrangeiro, por "Hana-bi - Fogos de Artifícios" (1997) e "Zatoichi" (2003). Venceu por "Hana-bi - Fogos de Artifícios".
- Ganhou o Leão de Ouro no Festival de Veneza, por "Hana-bi - Fogos de Artifícios" (1997).
- Ganhou o Prémio de Melhor Filme - Prémio da Crítica na Mostra de Cinema de São Paulo, por "Hana-bi - Fogos de Artifícios" (1997).
- Ganhou o Prémio de Melhor Realizador no Festival de Veneza, por "Zatoichi" (2003).
- Ganhou o Prémio do Público no Festival de Veneza, por "Zatoichi" (2003).
- Ganhou o Prémio de Melhor Filme - Voto Popular no Festival de Toronto, por "Zatoichi" (2003).
- Ganhou o Prémio de Melhor Actor no Festival de Valladolid, por "Kikujiro no natsu" (1999).
- Ganhou o Prémio FIPRESCI no Festival de Valladolid, por "Kikujiro no natsu" (1999).